# 呂号第六十四潜水艦
| 「呂64」 |                                                                |
| 艦歴     |                                                                |
| 計画     | 大正12年度艦艇補充計画                                         |
| 起工     | 1923年10月15日                                                 |
| 進水     | 1924年8月19日                                                  |
| 就役     | 1925年4月30日                                                  |
| その後   | 1945年4月12日 広島湾で触雷沈没                                 |
| 除籍     | 1945年8月10日                                                  |
| 性能諸元 |                                                                |
| 排水量   | 基準：988トン 常備：1,060.3トン 水中：1,301トン                |
| 全長     | 76.20m                                                         |
| 全幅     | 7.38m                                                          |
| 吃水     | 3.96m                                                          |
| 機関     | ヴィッカース式ディーゼル2基2軸 水上：2,400馬力 水中：1,600馬力 |
| 速力     | 水上：15.7kt 水中：8.6kt                                       |
| 航続距離 | 水上：10ktで5,500海里 水中：4ktで80海里                        |
| 燃料     | 重油                                                           |
| 乗員     | 48名                                                           |
| 兵装     | 40口径8cm単装砲1門 53cm魚雷発射管 艦首6門 魚雷12本             |
| 備考     | 安全潜航深度：60m                                              |

呂号第六十四潜水艦（ろごうだいろくじゅうよんせんすいかん）は、日本海軍の潜水艦。呂六十型潜水艦（L4型）の5番艦。当初の艦名は第七十九潜水艦。

## 艦歴
- 1923年（大正12年）10月15日 - 三菱神戸造船所で起工。当初の艦名は第七十九潜水艦。
- 1924年（大正13年）8月19日 - 進水
  - 11月1日 - 呂号第六十四潜水艦に改名。
- 1925年（大正14年）4月30日 - 竣工。呂63と共に第24潜水隊を編制[2]。
- 1928年（昭和3年）12月10日 - 予備艦となる[2]。
- 1932年（昭和7年）12月1日 - 予備艦となる[2]。
- 1938年（昭和13年）6月1日 - 艦型名を呂六十型に改正[3]。
- 1940年（昭和15年）3月20日 - 予備艦となる[2]。

1941年（昭和16年）12月4日、第7潜水戦隊第33潜水隊所属として、クェゼリンを出航。ハウランド方面の監視攻撃に向かう。12月10日にハウランド島に接近し、同日夜陸戦隊による施設の破壊を試みたが察知されたことなどから断念。12月11日2時から3時までハウランド島を砲撃した。同日、ベーカー島を砲撃。12月27日、ウェーク島着。
- 1942年（昭和17年）1月1日 - ウェーク島を出航。6日、トラック着[4]。
  - 1月15日 - トラックを出航。ラバウル攻略に参戦[4]。
  - 1月29日 - トラック着[4]
  - 2月18日 - トラック出航。マーシャル諸島方面で活動[4]。
  - 4月7日 - 舞鶴着[4]
  - 7月14日 - 第5艦隊に編入[4]。
  - 7月26日 - 北方に派遣となり横須賀を出港。
  - 8月1日 - 幌筵島に到着[4]。
  - 8月6日 - キスカ島に到着。以後、同方面で活動[4]。
  - 8月29日 - キスカ島を出航。アトカ島ナザン湾方面で活動[4]。
  - 9月4日 - キスカ島着。周辺の哨戒任務に就く[4]。
  - 10月5日 - 舞鶴着[4]
  - 11月8日 - 呉着。練習潜水艦となる[4]。
- 1945年（昭和20年）4月12日 - 広島湾において教務訓練での潜行中に、米軍が投下していた磁気機雷に触雷し沈没。艦長である安久栄太郎（潜水学校教官、第33潜水隊司令）以下77名全員殉職[4]。

## 歴代艦長
※『艦長たちの軍艦史』465頁による。階級は就任時のもの。

### 艤装員長
- 醍醐忠重 少佐：1925年1月15日 - 1925年4月30日

### 艦長
- 醍醐忠重 少佐：1925年4月30日 - 1925年12月1日
- 古宇田武郎 大尉：1925年12月1日 - 1926年12月1日
- 中原義正 少佐：1926年12月1日 - 1927年12月1日
- 松崎彰 少佐：1927年12月1日 - 1928年12月10日
- （兼）溝畠定一 大尉：1928年12月10日[6] - 1929年11月1日[7]
- 玉木留次郎 大尉：1929年11月1日 - 1930年12月1日
- 佐々木半九 少佐：1930年12月1日 - 1931年12月1日
- 永井宏明（長太夫）大尉：1931年12月1日 - 1932年12月1日
- （兼）清水太郎 少佐：1932年12月1日 - 1933年3月25日[8]
- 畑中純彦 大尉：1933年3月25日 - 1935年2月28日[9]
- 中川肇 大尉：1935年2月28日[9] - 1936年2月15日[10]
- 伊豆寿市 少佐：1936年2月15日 - 1937年3月20日[11]
- 花房博志 少佐：1937年3月20日[11] - 1937年11月15日[12]
- 池沢政幸 少佐：1937年11月15日 - 1938年3月19日[13]
- 吉留善之助 少佐：1938年3月19日 - 1938年9月1日[14]
- 小川綱嘉 少佐：1939年4月1日 - 1939年9月11日[15]
- （兼）戸上一郎 少佐：1939年9月11日[15] - 1939年11月1日[16]
- 大田武 大尉：1939年11月1日[16] - 1940年7月26日[17]
- 宇野亀雄 少佐：1940年7月26日 - 1942年2月10日[18]
- 田畑直 少佐：1942年2月10日 -
- 和田睦雄 大尉：1942年10月15日 -
- （兼）楢原省吾 大佐：1943年9月1日 -
- 岡山登 大尉：1944年1月20日 -
- 大野保四 大尉：1944年4月30日 -
- 佐藤清輝 大尉：1944年8月31日 -
- 木内哲朗 大尉：1944年10月14日 -
- 徳永正彦 大尉：1944年11月6日 -
- 吉沢千明 大尉：1944年12月11日 -
- （兼）大谷清教 大佐：1945年2月15日 -
- （兼）安久栄太郎 大佐：1945年3月15日 - 1945年4月12日殉職